# کاردف
کاردف (انگلیسی: Cardif) شرکت خدمات مالی و بیمه بریتانیایی است، که در سال ۱۹۷۳ تأسیس شد.